# Condado de Franklin (Mississippi)
O Condado de Franklin é um dos 82 condados do estado norte-americano do Mississippi. A sua sede de condado é Meadville, e a sua maior cidade é Bude.
O condado tem uma área de 1469 km² (dos quais 5 km² estão cobertos por água), uma população de 8448 habitantes, e uma densidade populacional de 6 hab/km² (segundo o censo nacional de 2000). O condado foi fundado em 1809 e o seu nome é uma homenagem a Benjamin Franklin (1706–1790), polímata e um dos Pais Fundadores dos Estados Unidos.